# Федерація футболу Мадагаскару
Федерація футболу Мадагаскару (фр. Fédération Malagasy de Football) — організація, що здійснює контроль та управління футболом на Мадагаскарі. Розташовується в столиці держави — Антананаріву. 
ФФМ заснована 1961 року, вступила до ФІФА 1964 року, а в КАФ — 1963 року. 2000 року приєдналася також до КОСАФА. Федерація організує діяльність та управляє національною та молодіжними збірними. Під егідою федерації проводиться чемпіонат країни та багато інших змагань. Жіночий футбол у Мадагаскарі слаборозвинений, однак у федерації є офіційний тренер з жіночого футболу.